# Комплекс памятников Хюэ
Комплекс памятников Хюэ (вьет. Quần thể di tích Cố đô Huế) — несколько сотен архитектурных объектов времен династии Нгуен (храмы, дворцы, мавзолеи) во вьетнамском городе Хюэ, построенных в течение полутора веков и включенных в 1993 году ЮНЕСКО в Список всемирного культурного наследия.
В 1968 году в ходе Вьетнамской войны многие сооружения комплекса были безжалостно разрушены практически полностью или сильно повреждены. Длительное время после вооруженного конфликта на территории Хюэ не велось никаких восстановительных работ, так как памятники считались коммунистическим правительством страны реакционным наследием феодализма. Серьезные реставрационные работы были начаты лишь после вмешательства ЮНЕСКО.

## Остатки Императорской цитадели

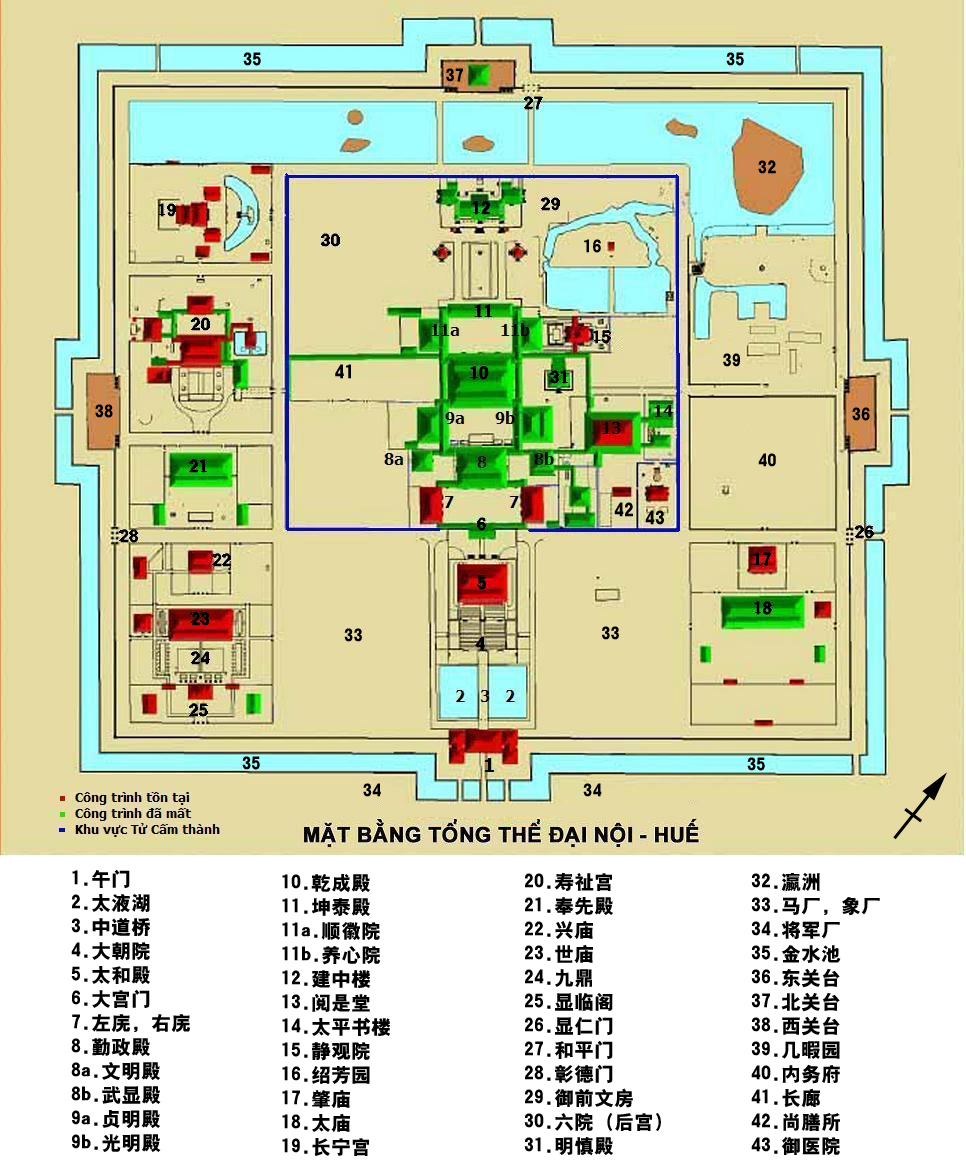
План Цитадели

Начало строительства огромной Цитадели (Кинь Тхань), представляющей сегодня огромный исторический интерес, под руководством императора Зя Лонг приходится на 1804 год, окончание — на 1832-й. Это военное укрепление неправильной четырехугольной формы десяти километров в периметре находится на левом берегу реки Хыонг, повторяя одной стеной её очертания.
Цитадель окружена крепостным валом с десятью укрепленными воротами и зигзагообразным рвом, через который к воротам переброшены мосты. Внутри крепостных стен располагается сам Императорский город с шестью кварталами, дворцовым комплексом и еще одним, сильно разрушенным Запретным или Пурпурным городом-цитаделью (Ту Кам Тхань) внутри, окруженным шестиметровой каменной стеной с четырьмя воротами.
Главным входом в Цитадель когда-то считались могучие и громадные Южные или Полуденные ворота (Нгомон). Сразу за другими воротами (Нгана) находятся «Девять священных орудий» — артиллерийские пушки, символизирующие защиту королевства и посвященные пяти элементам природы (огню, воде, дереву, земле и металлу). Также на территории Цитадели находятся девять династических урн — огромные священные сосуды весом в 2-2,5 тонны, богато украшенные орнаментами и посвященные монархам династии Нгуен. В северном углу Цитадели находится форт Мангка (Французская концессия), который используется до настоящего времени как военная база.
Пройдя через внутренний церемониальный двор (Дай Ной или Хоанг Тхань) и королевский сад (Тхыонг Уен), можно увидеть Дворец высшей гармонии (Тхай Хоа) из двух соединенных между собой зданий, дворца приемов и главного дворца, когда-то использовавшегося для особо важных монархических торжеств — огромного зала с восемьюдесятью расписанных золотыми драконами колонн, поддерживающих деревянную резную крышу. Дворец, построенный в 1803 году, затем передвигался, многократно перестраивался и восстанавливался.
Кроме Дворца интереснейшими архитектурными и историческими объектами здесь являются:
- двухэтажная библиотека (Тхай Бинь Лоу)
- Королевский театр (Зуен Тхи Зыонг)
- Музей императоров (Бао-Танг-Ку-Ват) с расписными стенами, королевскими одеяниями, инструментами и мебелью
- Военный музей
- храмы Чиеу, Тхай, Хунг и Фунг Тиен
- павильон Хиен Лам
- Залы Мандаринов
- резиденция Дьентхо, обиталище королев-матерей династии Нгуен
- пагоды Тхы-Дам и Тхы-Хью
- шестистенный павильон с двухтонным колоколом Дай Хонг Чунг и статуями Будды
- мост Чангтиен

## Остальные достопримечательности Хюэ
Кроме Цитадели, на территории города находится масса других архитектурных достопримечательностей. Это:
- Символ Хюэ, пагода Тхьен-Му с семиэтажной двадцатиметровой восьмиугольной башней Тхап Фыок Зуен, посвященной Будде.
- Королевские усыпальницы. Восемь громадных комплексов гробниц монархов, сильно различающихся между собой по стилю и внутреннему убранству: с храмами, деревянными зданиями и павильонами, гранитными лестницами, мозаиками, бронзовыми статуями людей и животных, надгробными каменными обелисками, башнями, лодочными причалами.
- Музей Античности Хюэ. Памятник особой ценности с деревянными панелями, на которых рукой одного из императоров собственноручно начертаны его стихи, предметами королевской мебели и одежды, коллекцией экспонатов из бронзы и керамики и личных вещей монархов.
- Собор Фу Кам. Храм, созданный в 1965 году по классическим вьетнамским традициям, но с использованием новейших на тот момент архитектурных концепций.